# دونكان بيتي
دونكان بيتي هو سياسي كندي، ولد في 7 يوليو 1929. نشط حزبياً في الحزب الكندي التقدمي المحافظ. وقد انتخب عضو مجلس العموم الكندي.